# Lance Barber
Lance Barber est un acteur américain né le 29 juin 1973 à Battle Creek au Michigan.
Il interprète depuis 2017 le père de Sheldon Cooper dans la série télévisée Young Sheldon.

## Filmographie

### Cinéma
- 2002 : Tenfold : le garçon mouillé
- 2002 : Magic Baskets : le directeur du magasin
- 2004 : Bad Meat : Buddy
- 2005 : The Godfather of Green Bay : Kenny Caruso
- 2006 : The Lather Effect : Paul Helling
- 2006 : For Your Consideration : Dinkie
- 2008 : Jeux de dupes : l'arbitre de Toledo
- 2008 : Shades of Ray : le chanteur au karaoké
- 2013 : Gangster Squad : Comanche
- 2018 : Raunch and Roll : Crash
- 2023 : Fool's Paradise de Charlie Day : Side Kick

### Télévision
- 2001 : Urgences : Howard Norden (1 épisode)
- 2001 - 2006 : Gilmore Girls : Hugo (2 épisodes)
- 2002 : Ce que j'aime chez toi : l'homme au téléphone (1 épisode)
- 2003 : On the Spot : un membre du groupe (5 épisodes)
- 2004 : Oui, chérie ! : un homme (1 épisode)
- 2004 : Faking the Video : Billy
- 2004 : Come to Papa : Phillip (1 épisode)
- 2005 : Joey : Steve (1 épisode)
- 2005 - 2014 : Mon comeback : Paulie G. (21 épisodes)
- 2006 : Thick and Thin : Kevin (1 épisode)
- 2007 : Insatiable : Jerry Marinelli (1 épisode)
- 2007 : Californication : Nick Lowry (3 épisodes)
- 2007 : The Hill : Eric
- 2008 : The Middleman : Johnny John (1 épisode)
- 2008 : Mentalist : Daniel Cardeira (1 épisode)
- 2009 : Single White Millionaire : Seth Mortin
- 2009 : Monk : Bill le livreur (saison 8 ep. 4)
- 2009 : Les Experts : Miami : Al Wayons (1 épisode)
- 2010 : Men of a Certain Age : le gestionnaire du magasin de hardware (1 épisode)
- 2010 : Grey's Anatomy : Phil (1 épisode) et saison 6 épisode 17
- 2010 : United States of Tara : Sully (2 épisodes)
- 2010 : Justified : Frank (1 épisode)
- 2010 - 2017 : Philadelphia : Bill Ponderosa (9 épisodes)
- 2011 : La Loi selon Harry : David Kerwin (1 épisode)
- 2011 : The Big Bang Theory : Jimmy Speckerman (1 épisode)
- 2012 : Key and Peele : un policier (1 épisode)
- 2012 : How I Met Your Mother : un gardien (1 épisode)
- 2012 : The Soul Man : M. Richardson (1 épisode)
- 2012 : Baby Daddy : Tommy (1 épisode)
- 2013 : Whitney : Nate (1 épisode)
- 2013 : Franklin and Bash : Teddy Lazlow
- 2013 : The Crazy Ones : Clyde (1 épisode)
- 2013 : Timms Valley : le deuxième directeur
- 2014 : We Got Next : Jay
- 2014 : Bob's Burgers : Justgrillin' (1 épisode)
- 2014 : Hot in Cleveland : Tyler (1 épisode)
- 2014 : Garfunkel and Oates : Drew (1 épisode)
- 2014 : Masters of Sex : Larry (1 épisode)
- 2014 - 2016 : Faking It : Lucas le père de Karma (8 épisodes)
- 2015 : Dr. Ken : Phil Stockton (1 épisode)
- 2016 : Brooklyn Nine-Nine : Patrick (1 épisode)
- 2016 - 2017 : Black-ish : Dr Gabler (2 épisodes)
- 2017 - 2024: Young Sheldon: George Sr.